# إريكسون لوبين
إريكسون لوبين (بالإنجليزية: Erickson Lubin) مواليد 1 أكتوبر 1995 في أورلاندو، هو ملاكم محترف هايتي يصنف ضمن فئة الوزن المتوسط.

## إحصائيات
خاض خلال مسيرته 16 نزالا، فاز في 16 ولم يتعادل ولم يخسر. فاز بالضربة القاضية في 11 نزالا.

## روابط خارجية
- إريكسون لوبين على موقع بوكس ريك (الإنجليزية) (registration required)